# 606
606 (DCVI) fue un año común comenzado en sábado del calendario juliano, en vigor en aquella fecha.

## Acontecimientos
- Cearl de Mercia se convierte en rey de Mercia.
- A la muerte del papa Sabiniano, Bonifacio III es elegido como su sucesor. Sin embargo, al estar el elegido en Constantinopla, su proclamación se postergará casi un año, hasta el 19 de febrero de 607.

## Nacimientos
- Fátima, hija del profeta Mahoma.

## Fallecimientos
- 22 de febrero: Sabiniano, papa.